# Jan Christian Smuts
Jan Christiaan Smuts (Riebeek-Wes, 24 mei 1870 – Pretoria, 11 september 1950) was een Zuid-Afrikaans generaal, staatsman en filosoof. Hij begon zijn politieke carrière als staatsprocureur van de Zuid-Afrikaansche Republiek (Transvaal) en blonk tijdens de guerrillafase van de Tweede Boerenoorlog uit als generaal. Na de Eerste Wereldoorlog diende Smuts als premier van de Unie van Zuid-Afrika van 1919 tot 1924 en van 1939 tot 1948.

## Jeugd
Smuts werd geboren op de boerderij Bovenplaats nabij Riebeek-Wes in de Britse Kaapkolonie als zoon van de Afrikaners Jacobus Smuts, een boer en parlementslid, en Catharina Smuts. Hij was grotendeels van Nederlandse afkomst maar had eveneens Franse en Duitse wortels.
Smuts ging pas vanaf zijn 12e levensjaar naar school, na zijn kindertijd op de boerderij te hebben doorgebracht. Vanaf zijn 16e studeerde hij letteren en natuurwetenschappen aan de Universiteit van Stellenbosch, waar hij zijn toekomstige vrouw Sibella Margaretha "Isie" Krige ontmoette. Smuts was een zeer talentvolle student en vervolgde zijn studie in 1891 te Cambridge, waar hij uitblonk in rechtswetenschappen en een ongepubliceerd boek over zijn idool Walt Whitman schreef.
In 1895 keerde Smuts terug in Zuid-Afrika, waar hij bij de landelijke politiek betrokken raakte. Hoewel hij eerst een bewonderaar was van de Britse diamantmagnaat Cecil Rhodes veranderde hij van mening nadat Rhodes de Zuid-Afrikaansche Republiek (Transvaal) binnenviel in de Jameson Raid. In 1896 verhuisde hij met zijn vrouw naar Johannesburg, waar zijn talenten ontdekt werden door president Paul Kruger, en in 1898 werd hij benoemd tot staatsprocureur van Transvaal, waarvoor hij zich in Pretoria vestigde. Een jaar later brak de Tweede Boerenoorlog met het Britse Rijk uit.

## Tweede Boerenoorlog
Aan de vooravond van de Tweede Boerenoorlog in 1899 poneerde Smuts een offensieve strategie waarbij de Boeren Durban zouden veroveren; dit plan werd echter niet uitgevoerd. Na de Britse verovering van de hoofdstad Pretoria bleven de bittereinders de oorlog voortzetten en maakte Smuts naam als generaal. Op 20 juni 1901 werd besloten dat Smuts met een Transvaals Boerencommando de Kaapkolonie zou binnenvallen.

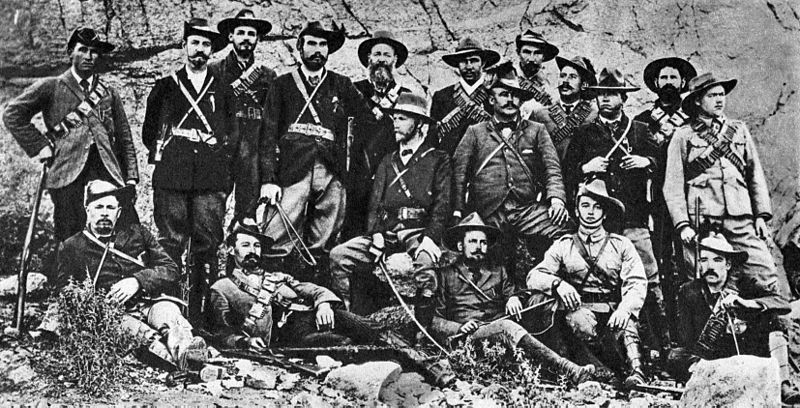
Het Boerencommando van Smuts (midden), 1901

Smuts had de leiding over zo'n 200 jonge Boeren uit West-Transvaal. Hij hechtte een grote waarde aan organisatie en discipline en weigerde hard tegen krijgsgevangenen en inwoners op te treden ("Ons streven moet zijn om alle klassen en rangen die niet bepaalde daden van vijandschap tegen ons plegen door zachte en liefdevolle behandeling voor onze zaak te winnen.") Dankzij zijn leiderschap en doorzettingsvermogen wist hij uit Britse handen te blijven en behaalde hij op 17 september 1901 een cruciale overwinning bij Modderfontein, waarbij hij een rijke buit behaalde. Niet veel later werd hij ernstig ziek na het eten van giftige bessen, maar na een paar dagen knapte hij op en zette hij koers naar de Atlantische Oceaan. In februari 1902 veroverde Smuts de plaats Windhoek (niet te verwarren met de hoofdstad van Namibië) en bereikte hij de kust van de Atlantische Oceaan. Hoewel hij het Bloedbad van Leliefontein veroordeelde weigerde hij gratie te geven aan een Kaapse spion die daarop door zijn commando werd geëxecuteerd. Op 1 en 4 april 1902 veroverde Smuts de plaatsen Springbok en Concordia, maar tijdens het beleg van het fort O'Okiep kreeg Smuts bericht van Horatio Kitchener over vredesonderhandelingen te Vereeniging.

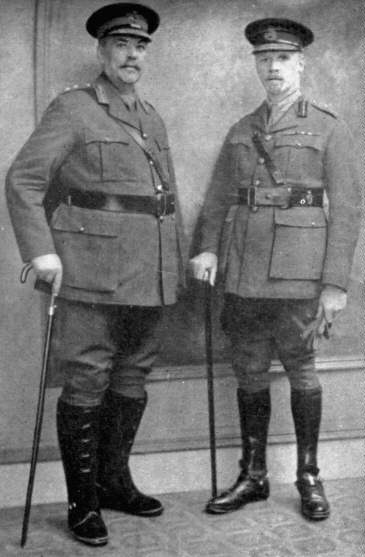
Smuts (rechts) en Louis Botha in uniform, 1917

## Unie van Zuid-Afrika
Smuts speelde een belangrijke rol in de samenstelling van het Verdrag van Vereeniging - alhoewel hij dit niet persoonlijk ondertekende - dat een einde maakte aan de Boerenoorlog, en erkenning van de Britse overheersing betekende. Hij trad opnieuw in staatsdienst en werd in 1907 koloniale secretaris en minister van Onderwijs van de Transvaalkolonie. Sindsdien ijverde hij voor de vereniging van de Britse koloniën in Zuidelijk Afrika tot een unie. In 1910 kwam zijn wens uit en werd de Unie van Zuid-Afrika gesticht. Smuts sloot zich aan bij de Suid-Afrikaanse Party van premier Louis Botha. De SAP streefde naar samenwerking tussen de Afrikaners en de Britten. Tussen 1910 en 1919 was hij minister van Binnenlandse Zaken, Mijnbouw en Defensie en korte tijd minister van Financiën.
Tijdens de Eerste Wereldoorlog waren Smuts en premier Louis Botha voorstanders van een pro-Britse politiek en Smuts leidde militaire expedities tegen de Duitse koloniën Duits-Zuidwest-Afrika en Duits-Oost-Afrika. Zijn voormalige strijdmakkers kwamen in opstand, maar de Maritz-rebellie van 1914 werd door het leger neergeslagen. In 1917 werd hij als minister van Defensie lid van het Imperial War Cabinet (Imperiale Oorlogskabinet) van de Britse premier David Lloyd George, waarbij hij inspraak had over alle grote beslissingen in de Eerste Wereldoorlog.

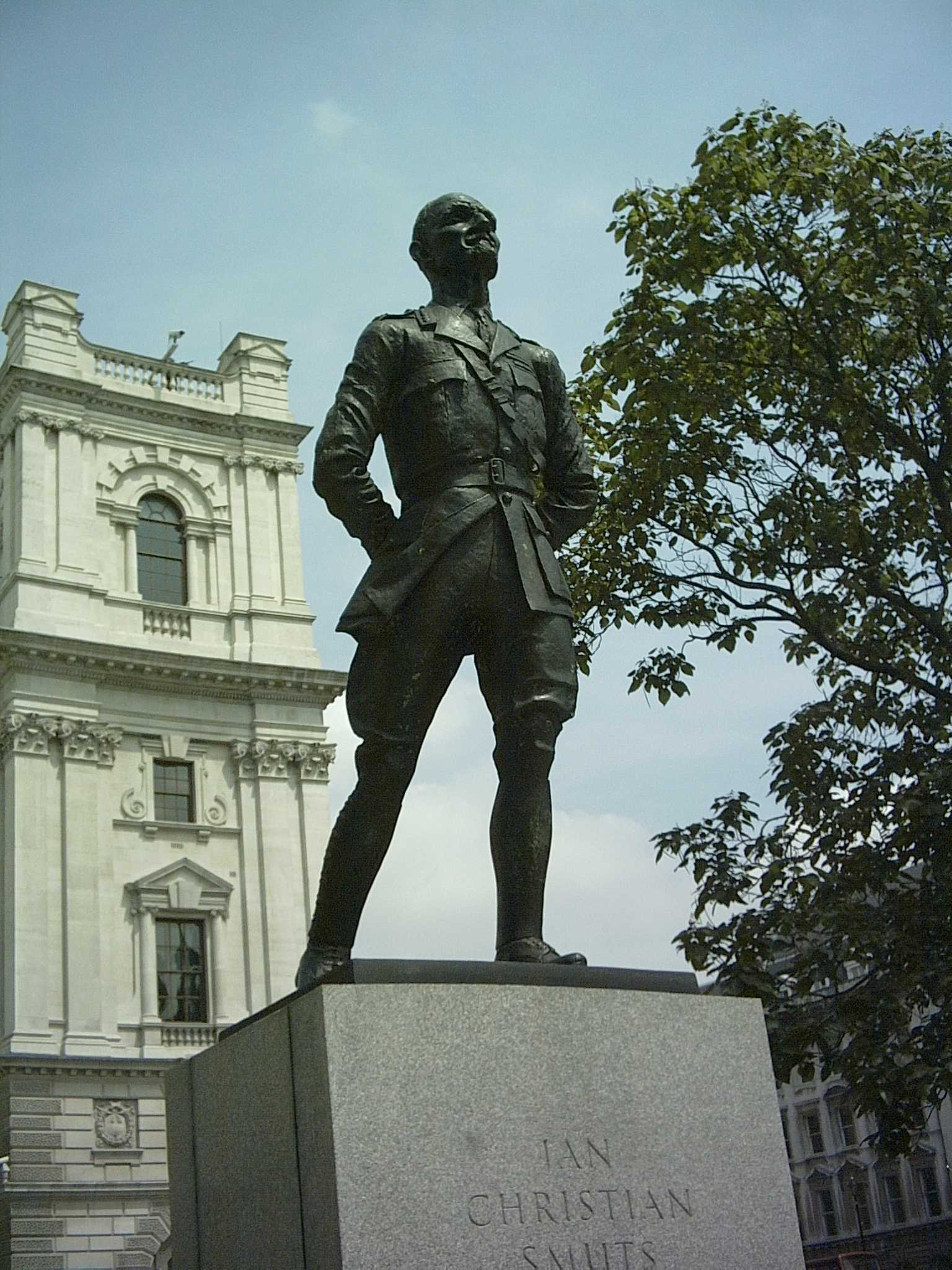
Standbeeld van Smuts in Londen

## Premierschap
In 1919 volgde Smuts de overleden Botha op als premier van Zuid-Afrika. In 1922 liet hij een opstand van blanke mijnwerkers hardhandig onderdrukken, waardoor hij tijdelijk zijn krediet bij de Afrikaners verspeelde. In 1924 werd Barry Hertzog van de Nasionale Party premier. Meteen na zijn ambtsaanvaarding voerde Hertzog wetten in die de blanke minderheid nog meer bevoorrechtten boven de zwarte meerderheid. Tijdens zijn leiderschap van de oppositie publiceerde Smuts in 1926 het filosofische boek Holism and evolution, werd hij in 1930 lid van de Royal Society en het jaar daarop rector van de Universiteit van St Andrews.
In 1933 werd Smuts minister van Justitie in een coalitieregering onder Hertzog. Een jaar later volgde een fusie tussen Smuts' Suid-Afrikaanse Party en Hertzogs Nasionale Party tot de Verenigde Party. Toen Zuid-Afrika in 1939, tegen de wil van Hertzog, Duitsland de oorlog verklaarde, trad Hertzog af als premier en richtte hij de Nasionale Party opnieuw op. Bij de daaropvolgende verkiezingen behaalde Smuts' Verenigde Party een grote overwinning en werd hij opnieuw premier. Naast het premierschap nam hij ook het ministerschap van Defensie en Buitenlandse Zaken op zich.
Als minister-president volgde Jan Smuts een pro-Britse koers en liet hij Zuid-Afrika actief deelnemen aan de Tweede Wereldoorlog. In 1941 werd hij bevorderd tot Brits veldmaarschalk. Na de Tweede Wereldoorlog had hij een groot aandeel in de oprichting van de Verenigde Naties.
In 1948 verloor hij de verkiezingen en werd apartheidspoliticus Daniel François Malan minister-president van Zuid-Afrika. Twee jaar later overleed hij op 79-jarige leeftijd in zijn huis nabij Pretoria.

## Opvattingen
Hoewel over zijn intelligentie en veelzijdigheid nooit is getwijfeld is Smuts altijd omstreden geweest onder zijn eigen volk. Tot en met de Tweede Boerenoorlog was Smuts een fervent Afrikanernationalist, maar zijn samenwerking met de voormalige Britse vijand is hem niet door iedereen vergeven. Zo werd hij een lakei van het Britse Rijk en een volksverrader genoemd.
Smuts was een voorstander van segregatie en blanke suprematie. In zijn ogen was de zwarte bevolking onontwikkeld en niet in staat om Zuid-Afrika te besturen.
Jan Smuts was een zeer ontwikkeld man en naast zijn politieke bezigheden een bekend filosoof. Als filosoof hing hij het holisme aan en hij wordt daarmee gezien als een van de grondleggers van de systeemtheorie. Ook op landbouwkundig gebied blonk hij uit. Bovendien was hij een gepassioneerd botanicus.
- Bibliothèque nationale de France: cb12277808w (data)
- Author citation (botany): Smuts
- Gemeinsame Normdatei: 11879776X
- International Standard Name Identifier: 0000 0001 0905 5954
- Library of Congress Control Number: n50014784
- MusicBrainz: 5ab6338f-8a29-4b14-b8cf-0d33e98295ca
- National Archives and Records Administration: 10582562
- Bibliotheek van het Japanse parlement: 00551185
- Nationale Bibliotheek van Tsjechië: mzk2011656685
- Nationale bibliotheek van Australië: 35508678
- Nationale Bibliotheek van Israël: 987007463238205171
- Nationale Bibliotheek van Polen: a0000002789253
- Nederlandse Thesaurus van Auteursnamen: 069404860
- Réseau des bibliothèques de Suisse occidentale: 02-A017959864
- Istituto Centrale per il Catalogo Unico: IEIV059697
- LIBRIS: 320679
- SNAC: w6tx3gdw
- Système universitaire de documentation: 031593372
- Museum of New Zealand Te Papa Tongarewa: 33921
- Trove: 978675
- Virtual International Authority File: 59144119
- WorldCat: E39PBJc834qrkgT8rwGxXMk7HC

Louis Botha · Jan Christian Smuts · James Barry Munnik Hertzog · Jan Christian Smuts · Daniël François Malan · Nicolaas Havenga (a.i.) · Johannes Strijdom · Charles Robberts Swart (a.i.) · Hendrik Verwoerd · Theophilus Dönges (a.i.) · Balthazar Johannes Vorster · Pieter Willem Botha